# Deutsche Aircraft
Deutsche Regional Aircraft GmbH (comúnmente conocida como DRA GmbH y con la marca simplemente "Deutsche Aircraft") es un fabricante de aviones alemán con sede en Oberpfaffenhofen, Alemania.

## Historia
Tras la bancarrota de Fairchild Dornier, AvCraft Aviation adquirió los derechos sobre el Dornier 328/328JET; sin embargo, esta compañía entró asimismo en bancarrota tres años más tarde. En junio de 2006, 328 Support Services GmbH adquirió el certificado de modelo para el Dornier 328. Proporciona servicios de mantenimiento, reparación y remozado a la actual flota en servicio.
En febrero de 2015, la compañía estadounidense Sierra Nevada Corporation de ingeniería adquirió a 328 Support Services GmbH. Poco después, el propietario de Sierra Nevada, el ingeniero turco-estadounidense Fatih Ozmen, fundó una corporación privada llamada Özjet Havacılık Teknolojileri A.Ş. en el Parque Tecnológico de la Universidad Bilkent, Ankara, y firmó un memorando de entendimiento con el Ministerio de Transporte de Turquía con la intención de fabricar el 328 en Ankara. En junio de 2015, el Gobierno turco lanzó el proyecto del avión regional turco TR328 y TRJ328, un modernizado 328/328JET, con turbohélices o reactores para su uso civil y militar, y un mayor TR628/TRJ-628 pronosticando un equilibrado mercado de 500-1000 aparatos de cada modelo.
Aunque estaba previsto que el primer vuelo se realizara en 2019, Turquía abandonó en programa en octubre de 2017, tras afrontar el incremento de los costes y la desconfianza en las previsiones de mercado. Teniendo fe en el mercado de menos de 40 asientos, Sierra Nevada Corporation y 328 Support Services GmbH buscaron otras formas de revivir al avión, esperando seguir a finales de 2017 o principios de 2018.
El 21 de agosto de 2019, 328 Support Services GmbH anunció la formación de DRA GmbH para establecer su línea de montaje final para el D328NEU en el aeropuerto de Leipzig/Halle, creando hasta 250 nuevos puestos de trabajo allí y más de 100 puestos de trabajo en Oberpfaffenhofen, cerca de Múnich; el programa debería detallarse a finales del primer trimestre de 2020. La empresa firmó un memorando de entendimiento con las autoridades federales de Alemania y los ministerios del Estado de Sajonia. Para reactivar el diseño de turbohélice, Sierra Nevada Corporation debería invertir 80 millones de euros (88,75 millones de dólares) en DRA GmbH, mientras que el Estado de Sajonia prometió 6,5 millones de euros. El 29 de abril de 2020, DRA GmbH cambió el nombre de su D328NEU propuesto como "D328eco" y contrató a un ex especialista de Airbus en propulsión alternativa como su director de tecnología (CTO). DRA GmbH no podría utilizar el nombre "Dornier", ya que la marca comercial pertenece a Airbus y es utilizada por su subsidiaria Dornier Consulting. En cambio, DRA GmbH creó una nueva marca, Deutsche Aircraft, haciendo referencia a la ingeniería y la calidad alemanas. El 7 de diciembre de 2020, Deutsche Aircraft presentó el D328eco. Deutsche Aircraft planea estirar 2 m (6 pies 7 pulgadas) el D328eco hasta los 23,3 m (76,4 pies), para transportar hasta 43 pasajeros: 10 más que los 328 originales. El 2 de febrero de 2021, Dave Jackson en una entrevista con aeroTELEGRAPH comentó: "Vemos tres segmentos de mercado. El más grande e importante es el reemplazo de los turbohélices viejos con alrededor de 50 asientos, por ejemplo, Saab 340, Jetstream o el Dash 8 más pequeño. Suelen tener más de 25 años. Estamos hablando de un potencial de alrededor de 4000 aviones".
En octubre de 2021, el titular del certificado de tipo 328 Support Services GmbH (328SSG) para la aeronave D328 se convierte oficialmente en Deutsche Aircraft GmbH (Deutsche Aircraft). El nuevo nombre de la empresa sigue al restablecimiento de la empresa como fabricante de equipos originales de aeronaves (OEM). 
Tras décadas de éxitos como 328SSG, Deutsche Aircraft está preparada para apoyar el futuro de la aviación con el desarrollo del avión D328eco, un turbohélice rápido, moderno, de alto vuelo, de 40 asientos que es compatible con SAF y cuenta con un nuevo cabina de vuelo Companion integrada (basada en el paquete de aviónica Garmin 5000). Se espera que el D328eco entre en servicio a fines de 2025. 
Con sede en Oberpfaffenhofen, cerca de Munich, Deutsche Aircraft continuará brindando mantenimiento y soporte técnico a la flota global de D328 en servicio. Deutsche Aircraft también tiene planes de aumentar sus equipos de ingeniería, operaciones, programas y cadena de suministro para respaldar el desarrollo del programa D328eco. Los primeros prototipos del D328eco se construirán en Oberpfaffenhofen con la campaña de pruebas de vuelo programada para comenzar en 2024. 
La nueva y moderna línea de ensamblaje final (FAL) en Leipzig está lista para estar operativa a fines de 2024. El reinicio de la producción en Alemania permite a la compañía capitalizar la creciente e inmediata demanda de aviones de este tamaño. con una plataforma probada y reconocida internacionalmente.